# Otto Flechtner
Otto Ernst Flechtner (* 2. August 1881 in Weißenfels a. d. Saale; † 2. November 1952 in Utting am Ammersee) war ein deutscher Maler, Karikaturist, Bildhauer, Zeichner, Illustrator, Plakatgestalter, Ortsgruppenleiter der NSDAP und SA-Sturmführer.

## Leben
Otto Flechtner wurde am 2. August 1881 in Weißenfels in der Provinz Sachsen geboren. 1904 begann sein Studium an der Münchner Kunstakademie und dauerte bis 1912 oder 1913. Carl von Marr und Wilhelm von Diez waren seine Lehrer.
Währenddessen zeichnete er 1907/1908 18 Titelbilder für die Jugendbuchreihe 1000 Erzählungen für jung und alt (Verlag Hillger, Berlin) und Bilder für Kinderbücher, beispielsweise Und Blumen blühen uns täglich neu! (Verlag Theodor Steinkopff, Duisburg 1913). Noch vor 1914 wurde er Mitglied in der Künstlervereinigung Die Gilde, zu einem unbekannten Zeitpunkt auch des Süddeutschen Illustratorenbundes. Dann wurde er im Ersten Weltkrieg eingezogen, wo er an der Front viele Zeichnungen schuf. Später arbeitete er für die Satire-Zeitschriften Simplicissimus, Jugend und Fliegende Blätter.
Für mindestens Band II und III Paul Hermann Hartwigs 1919 veröffentlichter, vier Bände zählenden Kinder- bzw. Jugendbuchreihe Ein deutsches Märchen (II: Hans Gradedurch; III: Traumjörgs Reise ins Frühlingsland) zeichnete Flechtner den „Bildschmuck“ (je 16 bzw. 17 Bildtafeln und noch mehr Illustrationen).
Zum 1. Mai 1930 trat er der NSDAP bei (Mitgliedsnummer 233.733). Seine Karikaturen in der Brennessel während der Kampfzeit trugen wirkungsvoll dazu bei, die damalige Regierung bloßzustellen. Nach dem Ende der Weimarer Republik und der Machtübernahme durch die Nationalsozialisten wurde er SA-Sturmführer und Ortsgruppenleiter der NSDAP. Neben Eugen Osswald und Josef Plank („Seppla“) wird er als einer der bedeutendsten Karikaturisten der Brennessel beurteilt. Von Flechtner stammten beispielsweise antimarxistische Titelblätter mit den Bildkommentaren „In höchster Not“, „Über Bord mit dem ganzen marxistischen Krempel!“ (1931) oder „Das Anarchistenattentat in Spanien – 150 Tote“, „Die marxistische Menschheitsbeglückung ist wieder einmal auf dem Marsch ...“ (1933).
1935 zog er nach Utting am Ammersee. Seine Ehefrau Margret, Schwester des Malers Claus Bastian, wuchs in dieser Stadt auf. Sie war also entweder der Grund für Flechtners Umzug oder er lernte sie in Utting kennen.
1938 war Flechtner mit Wenn die Malven blühen, 1940 mit Kostümfest und 1942 mit Wolhynien in der Großen Deutschen Kunstausstellung vertreten. Von 1938 bis 1942 entwarf er mit Franz Siegele Autobahnmotive für den Kalender Die Straßen Adolf Hitlers. Zuvor war er bereits von Fritz Todt als einer der wenigen „exklusiven“ Maler ausgewählt worden, die die Bauarbeiten der Reichsautobahn dokumentieren sollten.
1941 war er Kreisbeauftragter der NS-Kriegsopferversorgung. Am 18. Januar 1944 beantragte Wilhelm Schepmann, Flechtner mit einem Professorentitel auszeichnen zu lassen. Die Reichskammer der bildenden Künste war aber der Ansicht, diese Auszeichnung hätte eher politischen Wert, als künstlerischen. Flechtner besitze nicht die „erforderliche überragende Bedeutung“, woraufhin der Antrag Schepmanns auf Goebbels’ Beschluss abgelehnt wurde.

## Ausstellungen
- 1908: Ausstellung im Glaspalast, München[1]
- 1910: Kollektivausstellung im Kunstverein München.[3]
- 1911: Große Aquarell-Ausstellung in Dresden[1]
- 1934: Monumentalfresko an der Propagandaausstellung in München[1]
- 1938–1942: Große Deutsche Kunstausstellung
- 1962: Gedächtnisausstellung in der Otto-Richter-Halle, Würzburg[1]